# Colom bru de Luzon
El colom bru de Luzon (Phapitreron leucotis) és una espècie d'ocell de la família dels colúmbids (Columbidae). Habita els boscos de les illes de Catanduanes, Luzon i Mindoro, a les Filipines.

Phapitreron nigrorum i Phapitreron brevirostris són considerades subespècies de Phapitreron leucotis per diversos autors..